# Governo Netanyahu III
Il Governo Netanyahu III è un governo di Israele, il terzo sotto la guida di Benjamin Netanyahu.

## Composizione
| Carica | Titolare | Titolare | Titolare                                 | Partito         |
| --- | -------- | -------- | ---------------------------------------- | --------------- |
| Primo ministro |          |          | Benjamin Netanyahu                       | Likud           |
| Ministro della difesa |          |          | Moshe Ya'alon                            | Likud           |
| Ministro degli affari esteri |          |          | Benjamin Netanyahu (fino all'11/11/2013) | Likud           |
| Ministro degli affari esteri |          |          | Yisrael Katz (dall'11/11/2013)           | Israel Beitenu  |
| Ministro dell'intelligence Ministro degli affari strategici Ministro delle relazioni internazionali                                   |          |          | Yuval Steinitz                           | Likud           |
| Ministro dell'integrazione |          |          | Sofa Landver                             | Israel Beitenu  |
| Ministro delle costruzioni |          |          | Uri Ariel                                | La Casa Ebraica |
| Ministro della cultura e dello sport                                                                                                  |          |          | Limor Livnat                             | Likud           |
| Ministro dell'interno |          |          | Gideon Sa'ar (fino al 05/11/2014)        | Likud           |
| Ministro dell'interno |          |          | Gilad Erdan (dal 05/11/2014)             | Likud           |
| Ministro dello sviluppo del Negev e della Galilea Ministro dell'energia e delle risorse idriche Ministro della cooperazione regionale |          |          | Silvan Shalom                            | Likud           |
| Ministro dell'economia Ministro degli affari religiosi                                                                                |          |          | Naftali Bennett                          | La Casa Ebraica |
| Ministro delle finanze |          |          | Yair Lapid                               | Yesh Atid       |
| Ministro della sanità |          |          | Yael German                              | Yesh Atid       |
| Ministro degli affari di Gerusalemme e della diaspora                                                                                 |          |          | Benjamin Netanyahu (fino al 29/04/2013)  | Likud           |
| Ministro degli affari di Gerusalemme e della diaspora                                                                                 |          |          | Naftali Bennett (dal 29/04/2013)         | La Casa Ebraica |
| Ministro della protezione ambientale                                                                                                  |          |          | Amir Peretz                              | HaTnuah         |
| Ministro della sicurezza interna |          |          | Gilad Erdan                              | Likud           |
| Ministro del turismo |          |          | Yariv Levin                              | Israel Beitenu  |
| Ministro della giustizia |          |          | Tzipi Livni                              | HaTnuah         |
| Ministro dei trasporti, delle infrastrutture nazionali e della sicurezza stradale                                                     |          |          | Yisrael Katz                             | Likud           |
| Ministro dell'agricoltura e dello sviluppo rurale                                                                                     |          |          | Yair Shamir                              | Israel Beitenu  |
| Ministro della scienza, della tecnologia e dello spazio                                                                               |          |          | Ya'akov Peri                             | Yesh Atid       |
| Ministro del welfare e degli affari sociali                                                                                           |          |          | Meir Cohen                               | Yesh Atid       |
| Ministro delle comunicazioni |          |          | Gilad Erdan (fino al 05/11/2014)         | Likud           |
| Ministro delle comunicazioni |          |          | Benjamin Netanyahu (dal 05/11/2014)      | Likud           |
| Ministro dell'istruzione |          |          | Shai Piron                               | Yesh Atid       |
| Ministro degli anziani |          |          | Uri Orbach (fino al 16/02/2015)          | La Casa Ebraica |
| Ministro degli anziani |          |          | Benjamin Netanyahu (dal 16/02/2015)      | Likud           |
| Ministro della sicurezza pubblica |          |          | Yitzhak Aharonovich                      | Israel Beitenu  |

1. ↑  Giorno in cui è stata sciolta la Knesset

## Caduta  del Governo
Il  2 dicembre 2014, il Premier Benjamin Netanyahu ha sollevato dall'incarico il ministro della Giustizia Tzipi Livni (HaTnuah) ed il ministro delle finanze Yair Lapid (Yesh Atid). Altri quattro ministri di Yesh Atid si sono poi dimessi.
Ciò, come conseguenza, ha portato il governo a perdere la maggioranza (49 parlamentari su 120), forzando dunque Netanyahu, dopo aver rassegnato le dimissioni, ad annunciare elezioni anticipate per il 17 marzo 2015.

## Situazione Parlamentare
| Camera  | Collocazione          | Partiti | Seggi    |
| ------- | --------------------- | --- | -------- |
| Knesset | Maggioranza/App. est. | Likud (31), Yesh Atid (19), La Casa Ebraica (12), HaTnuah (6)                                                                                      | 68 / 120 |
| Knesset | Opposizione           | Partito Laburista Israeliano (15), Shas (11), Ebraismo della Torah Unito (7), Meretz (6), Lista Araba Unita (4), Hadash (4), Balad (3), Kadima (2) | 52 / 120 |